# Віслау (острів)
Острів Віслоу — острів у групі Лисячих островів у східній частині Алеутських островів у штаті Аляска, США. Острів, розміри якого у перетині становлять 160 м, розташований у затоці Різ на півдорозі між мисами Віслоу та Чірфул на північному узбережжі острова Уналашка, 18,2 км на північний захід від затоки Датч. Його назвали в 1888 році Бюро рибальства США.